# Les Surprises du sleeping
Pour plus de détails, voir Fiche technique et Distribution.
Les Surprises du sleeping est un film français réalisé par Karl Anton, sorti en 1933.

## Synopsis
Le Prince Philippe de Bracowa doit rejoindre sa fiancée en train. La jeune et jolie Gisèle est dans le même train, pour elle aussi rejoindre son fiancé.

## Fiche technique
- Titre alternatif : Couchette No 3
- Réalisation : Karl Anton
- Scénario : Paul Schiller d'après une opérette d'Alex Madis et Albert Willemetz
- Photographie : Theodore J. Pahle
- Musique : Joseph Szulc
- Décors : René Renoux
- Production :  Société Anonyme de Production et d'Exploitation Cinélatographique (SAPEC)
- Pays :  France
- Durée : 92 minutes
- Date de sortie : 
  - France - 8 décembre 1933

## Distribution
- Nicolas Amato
- Georges Bever
- Andrée Champeaux : Une demi-mondaine
- Jeanne Cheirel : Masame Varsan
- Léonce Corne : de Lessen
- Hubert Daix : L'aubergiste
- Claude Dauphin : Le prince Philippe
- Jacques de Féraudy : L'académicien
- Marguerite de Morlaye
- Blanche Estival
- Florelle : Gisèle
- Ginette Leclerc
- Jacques Louvigny
- Rose Lorraine